# Lago Moquehue
Lago Moquehue es un espejo de agua ubicado en el departamento Aluminé de la provincia del Neuquén, Argentina, en plena Cordillera de los Andes.
Rodeado de bosque andino patagónico, con abundante presencia de pehuenes, no está protegido por parques nacionales, a diferencia de muchos de los lagos de la región. No obstante, el paisaje circundante no ha sido aún modificado en profundidad por la población humana. El vecino lago Aluminé, en cambio, está rodeado de bosques de pinos exóticos, que desplazan a la vegetación natural.
En sus costas norte, oeste y sur se han establecido poblaciones diseminadas, dedicadas a la explotación turística. En su orilla este, en cambio, una comunidad mapuche se dedica a la ganadería.
En sus aguas es posible la pesca de salmónidos, uno de los objetivos más buscados por los turistas que visitan el lago. También es posible tomar baños en este lago, aunque las aguas son frías.
Desagua por un estrecho paso en el Lago Aluminé.
Muy cercano al lago se encuentra el paso de Icalma, que comunica la Argentina con la vecina República de Chile. Para llegar hasta este lago desde Villa Pehuenia es necesario pasar los controles de Gendarmería Nacional.
En el extremo suroeste del Lago se encuentra el poblado de Moquehue, y en el extremo noreste el caserío de La Angostura. Allí se encuentra la salida  de sus aguas hacia el Lago Aluminé. Así, ambos se encuentran en la parte alta de la cuenca del río Aluminé y Collón Curá, el cual es afluente izquierda (del lado Norte) al río Limay, el cual forma la parte alta suroeste de la cuenca hidrológica del río Negro, el cual desemboca al Océano Atlántico en El Cóndor, cerca de la ciudad de Viedma. 

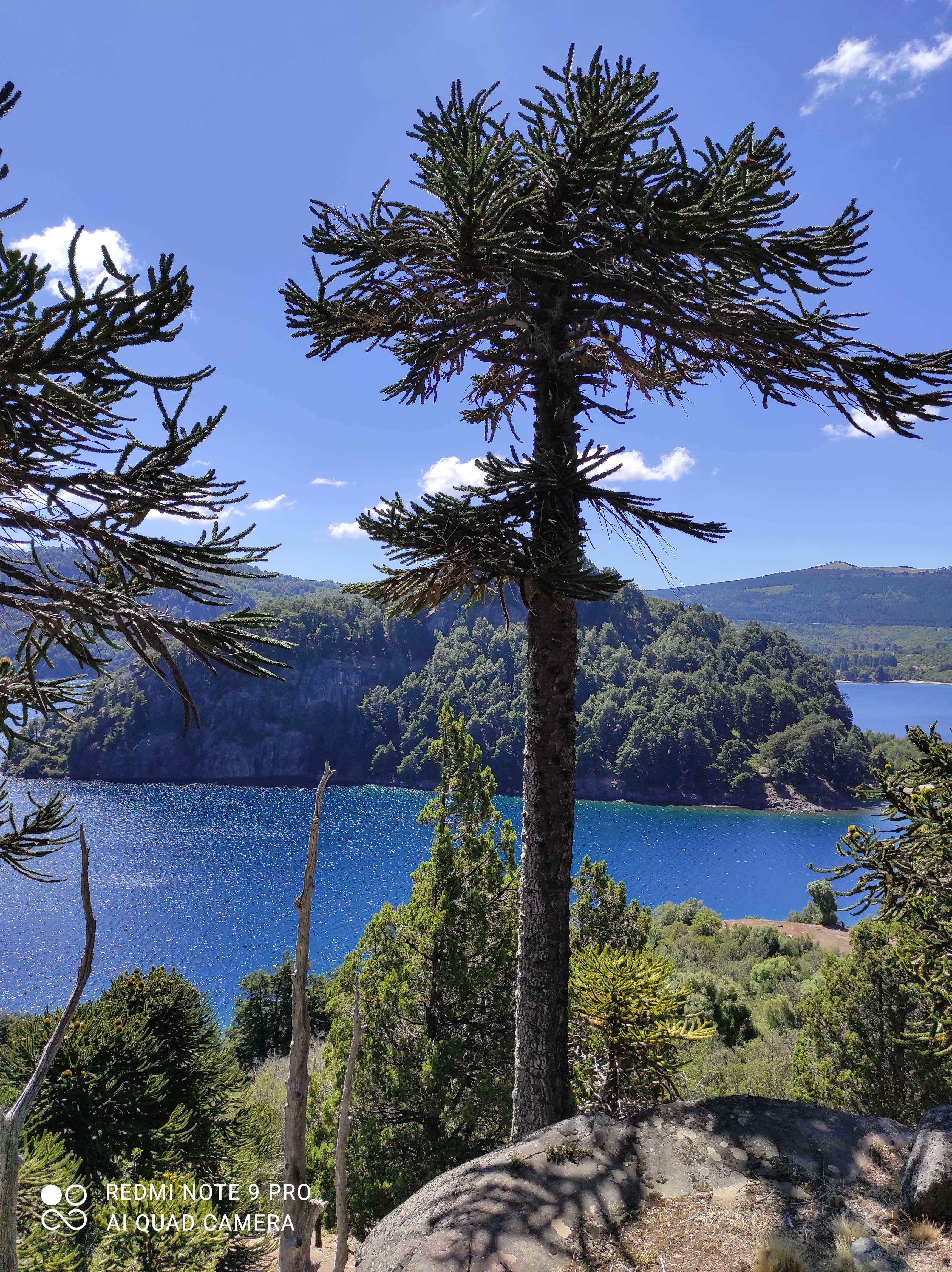
Vista sobre la parte oriental del Lago Moquehue

## Galería de imágenes

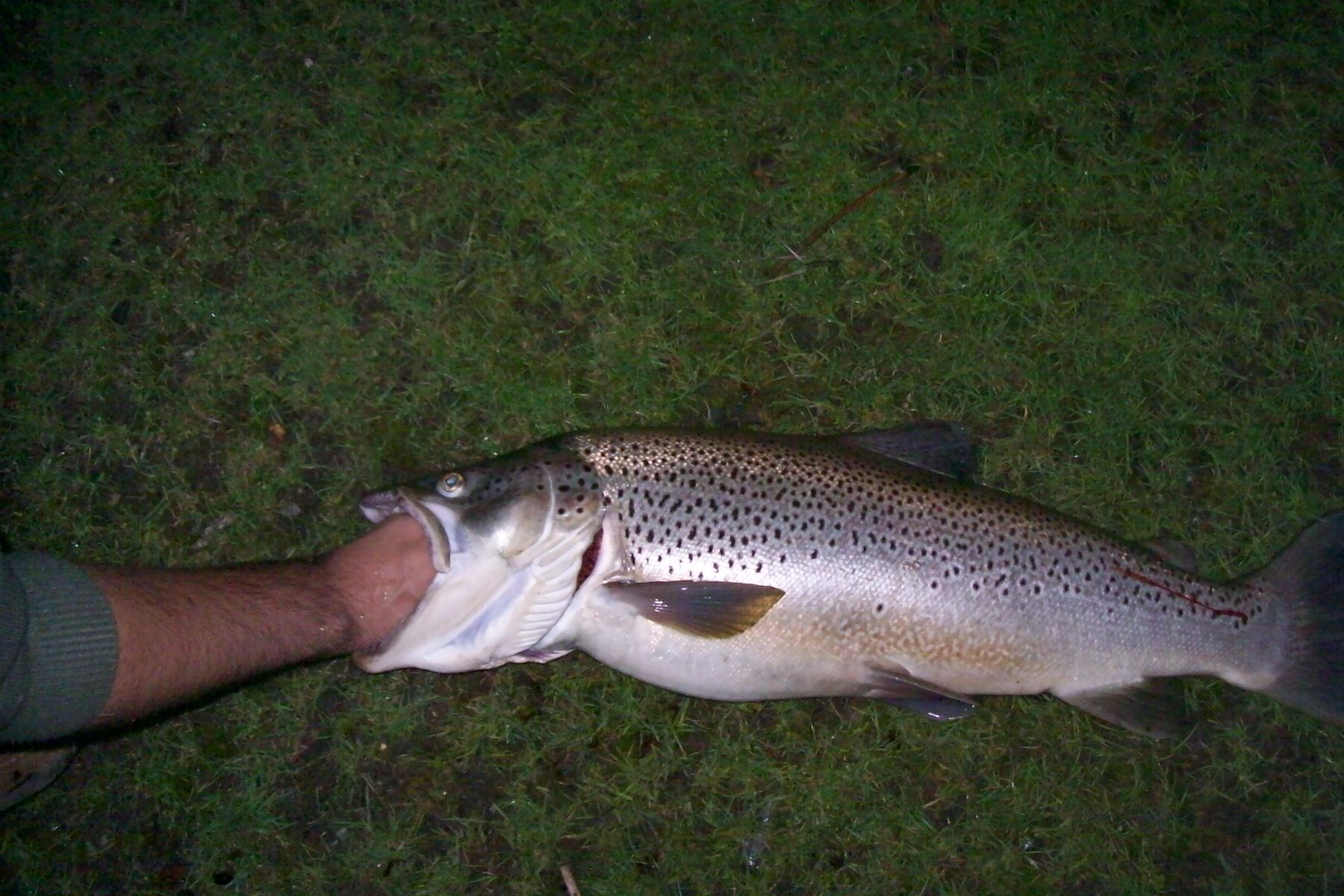
Trucha marrón (Salmo Trutta) capturada en el lago Moquehue en febrero de 2007
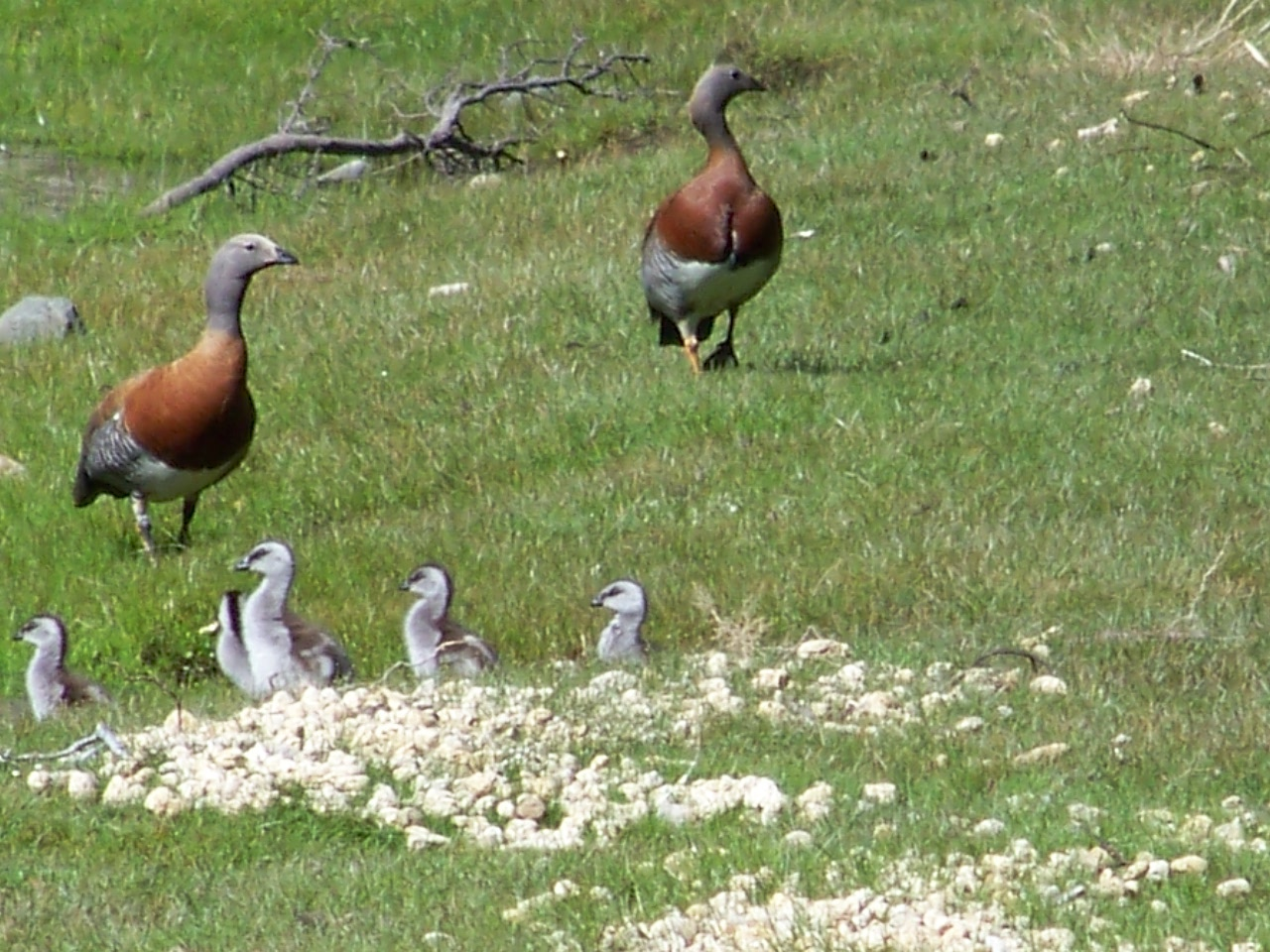
Chloephaga poliocephala - cauquén cabeza gris -  en pareja y polluelos, en Moquehue, Neuquén
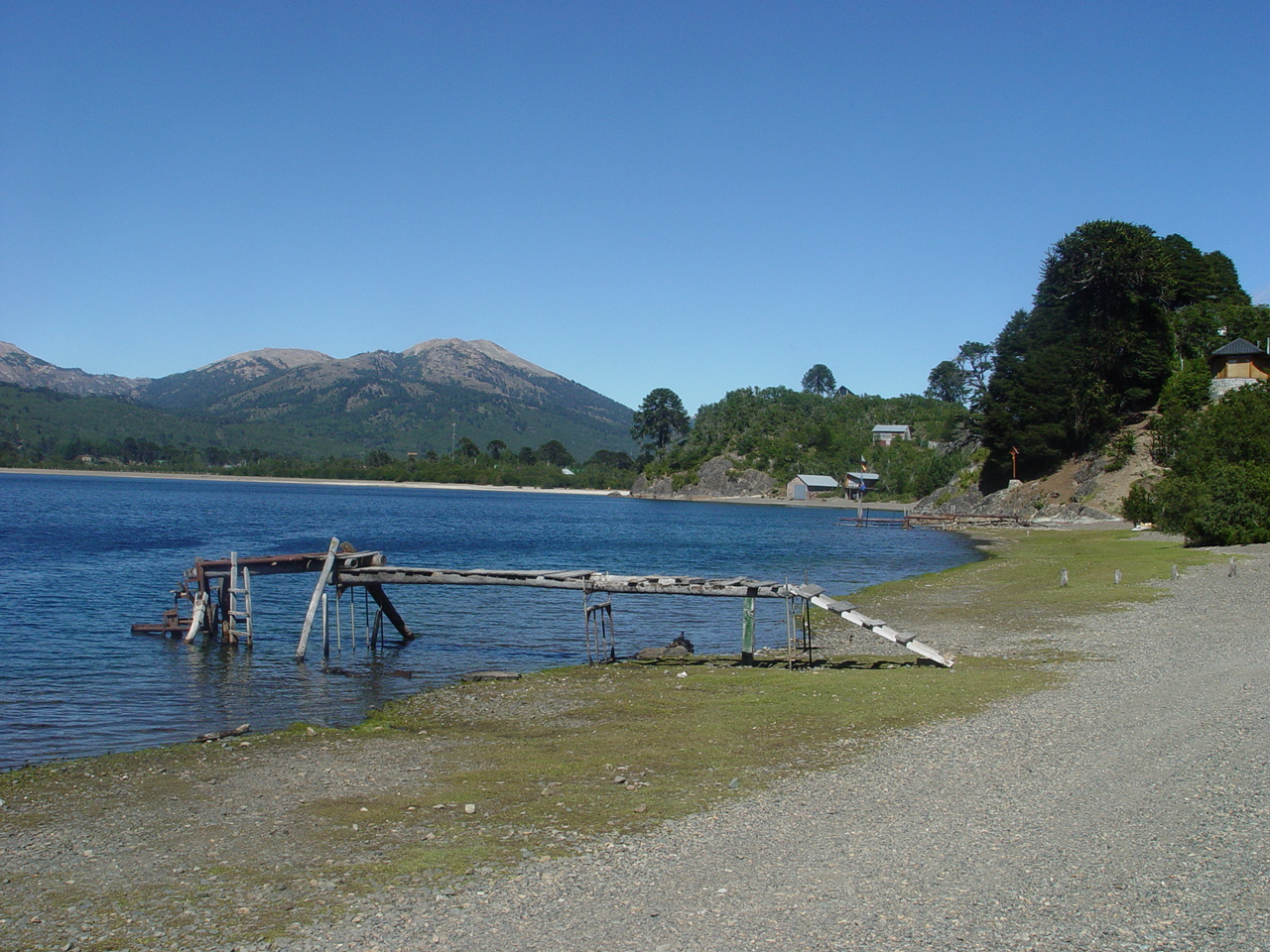
Lago Moquehue lado norte
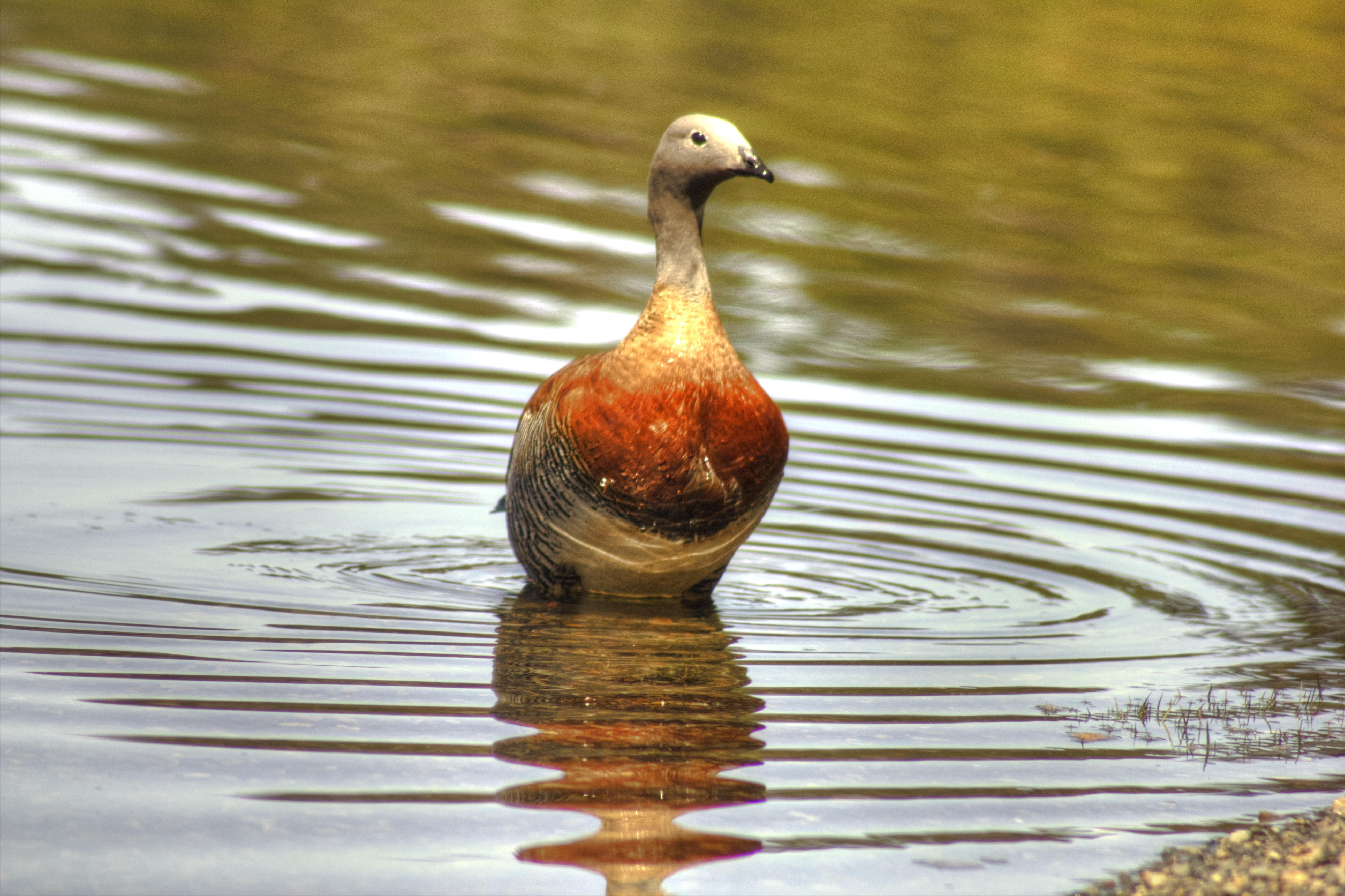
Cauquen saliendo del Lago Moquehue

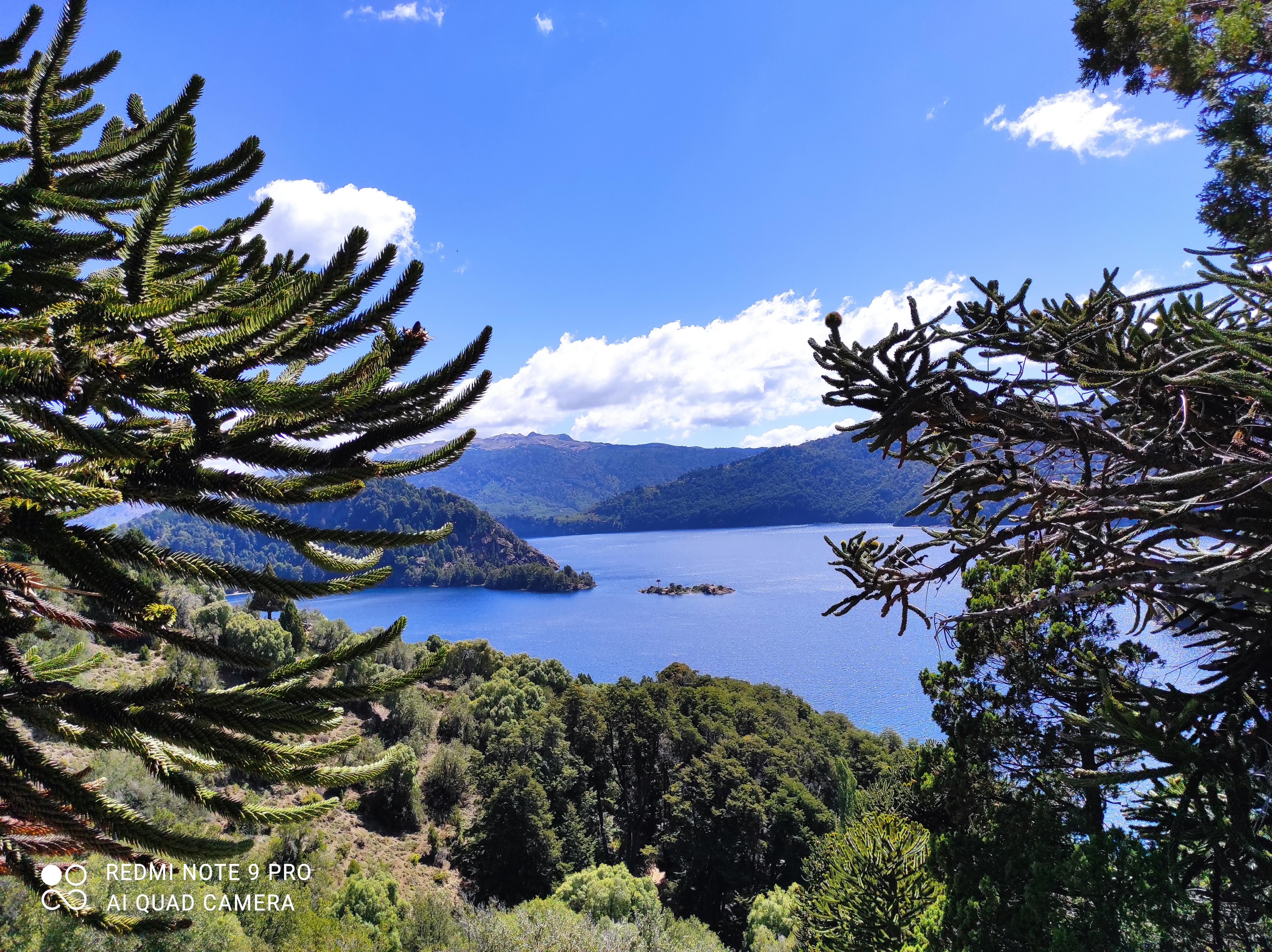
Vista sobre la parte central del Lago Moquehue

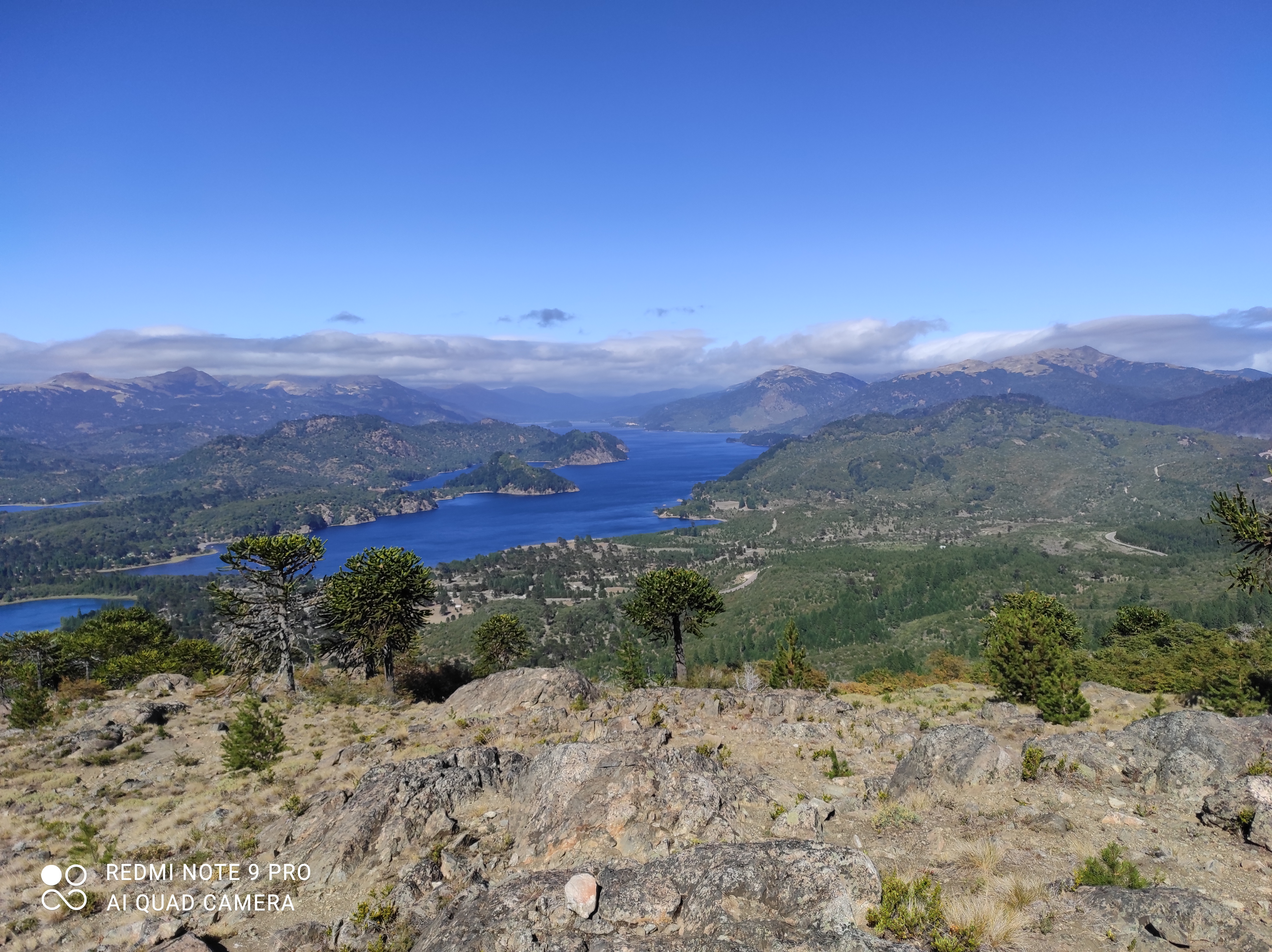
Vista sobre el lago Moquehue desde la ladera sur del volcán Batea Mahuida